# Autismus verstehen
Autismus verstehen (Eigenschreibweise autismus verstehen) ist ein Fachmagazin zum Thema Autismus-Spektrum, das von dem gleichnamigen Verein Autismus verstehen in Reutlingen herausgegeben wird. Die Zeitschrift erscheint zweimal pro Jahr. Es handelt sich um die erste frei verkäufliche Publikumszeitschrift über Autismus in Deutschland.

## Inhalt und Struktur
Autismus verstehen behandelt relevante Themen aus dem Autismus-Spektrum (z. B. Asperger-Syndrom, hochfunktionaler Autismus oder frühkindlicher Autismus) in Form von aktuellen Informationen zur Autismusforschung, Interviews, Reportagen und Kurznachrichten. Die Zeitschrift wendet sich an Menschen im Autismus-Spektrum, Angehörige und Interessierte und bietet Einblicke in das Leben mit Autismus, Orientierungshilfe und Informationen. In dem Magazin kommen neben anerkannten Experten aus unterschiedlichen Feldern der Autismusforschung (z. B. Tony Attwood oder Kai Vogeley) auch Betroffene selbst in Gastbeiträgen und Interviews zu Wort. Das erklärte Ziel des Magazins ist das kritische Hinterfragen und Aufklären autismusbezogener Inhalte.
Das Magazin hatte im Herbst 2018 eine Auflage von 3000 Stück und finanzierte sich durch Werbeeinnahmen, Spenden, den Verkauf an das Publikum sowie Mittel des Vereins.

## Redaktion
Das Magazin versteht sich als Inklusions-Projekt, Menschen mit Autismus-Diagnosen sind Bestandteil des Redaktionsteams. Chefredakteur war bis Mai 2024 Andreas Croonenbroeck. Seine Nachfolgerin als Chefredakteurin ist Marie-Louise Abele.

## Herausgeber

Vereinslogo

Der Verein Autismus verstehen ist ein deutschlandweiter Zusammenschluss von Menschen im Autismus-Spektrum, Angehörigen, Fachleuten und Unterstützern. Ziel des Vereins ist die Verbesserung von Förder- und Unterstützungsangeboten für Menschen im Autismus-Spektrum jeglichen Alters und ihrer Angehörigen. Die Interessenvertretung der autistischen Mitglieder wird dadurch gesichert, dass Betroffene wie auch beim Magazin Autismus verstehen in die Entscheidungsprozesse eingeschlossen werden. So soll der 2. Vorsitzende des Vereins immer ein autistisches Mitglied sein. 2017 erhielt der Verein für sein Engagement, zu dem auch die Herausgabe der Zeitschrift Autismus verstehen gehört, den mit 12.000 Euro dotierten Leuchtturmpreis der Stiftung Ravensburger Verlag.

## Rezeption
Das Erscheinen des Magazins und die in Deutschland seinerzeit einzigartige Beteiligung von Autisten an einem einschlägigen Fachmagazin wurden in den überregionalen und lokalen Medien beachtet, unter anderem im Deutschlandfunk, im Schwäbischen Tagblatt und in diversen Blogs. Auch in der Autismusforschung wird die Publikation wahrgenommen. In Kooperation zwischen autismus verstehen und der Sendung mit der Maus entstand 2022 ein Film über das autistische Mädchen Luzi, der am 19. Juli 2022 erstmalig in der ARD ausgestrahlt wurde.